# ۸۴۲ (قمری)
۸۴۲ (قمری)، هشتصد و چهل و دومین سال در گاهشماری هجری قمری است. اول محرم این سال برابر با سوم ژوئیه سال ۱۴۳۸ میلادی است.